# Dragon Ball Legends
Dragon Ball Legends (ドラゴンボール レジェンズ?, Doragon Bōru Rejenzu) è un videogioco picchiaduro 3D free-to-play con meccaniche da videogioco di ruolo sviluppato da Dimps e pubblicato da Bandai Namco per dispositivi Android e iOS.

## Trama
Dopo gli eventi del Torneo del Potere, Re Kaioh del Nord decide di indire il Torneo del Tempo dove vari personaggi da varie ere temporali si scontrano fra loro per determinare quale guerriero è il più forte di sempre. Tra questi c'è Shallot, un Saiyan che, dopo essersi svegliato, ricorda solo il suo nome e nient'altro. Dopo essersi scontrato con Broly, Shallot incontra Zahha (altro partecipante al torneo) che informa il Saiyan di alcuni particolari riguardanti il torneo: il vincitore, infatti, potrà usare le super sfere del drago per far esaudire un proprio desiderio. Fornito di questa informazione, Shallot decide di partire e, dopo essersi alleato con Bulma (da Dragon Ball) e Jaco, parte alla ricerca di guerrieri forti. Dopo avere perso contro Radish, Lord Beerus (interessato a vedere il vero potenziale del ragazzo) ordina a Vegeta (dalla Saga dei Saiyan di Dragon Ball Z) di allenarlo. Dopo avere sconfitto una versione potenziata di Radish, Shallot completa l'addestramento e Goku (sotto l'ordine di Beerus) decide di allearsi con il Saiyan per cercare di scoprire cosa si nasconde dietro il Torneo del Tempo.

## Modalità di gioco
Il videogioco si struttura con un sistema di lotta in tempo reale (sia contro la CPU impostata a diverse difficoltà, sia contro altri giocatori) presentando una modalità PVP, divisa in leghe, e una modalità in locale. É sempre necessaria una connessione internet per giocare.
I personaggi si dividono in categorie che determinano il più delle volte le loro abilità e le loro statistiche. Esse sono: Melee Type (personaggi incentrati ai danni fisici), Ranged Type (personaggi che sono abili dalla distanza), Support Type (coloro che hanno statistiche leggermente più basse, ma che aiutano gli altri personaggi giocanti) e Defense Type (i più resistenti)
La modalità in locale presenta una modalità storia curata da Akira Toriyama e una modalità evento aggiornata regolarmente. Una volta iniziato lo scontro è possibile utilizzare una o più tra le quattro carte a disposizione (le quali verranno pescate in automatico secondo determinate abilità dettate in ogni singolo personaggio). Le carte si dividono in:
- Blast: consentono al giocatore di attaccare dalla distanza con una raffica di onde di energia. Se l'avversario ha la Blast Armor come abilità, subirà comunque danno, ma non verrà colpito da queste. Sono le carte di colore giallo;
- Strike: consentono di lanciare il proprio personaggio per un attacco ravvicinato. Il giocatore sarà esposto fino al momento in cui non sarà prossimo al nemico, ove potrà far partire la propria combo. Sono le carte di colore rosso;
- Special Skill: consentono al giocatore di effettuare azioni speciali e/o applicare a se stesso dei buff (potenziamenti) oppure applicare al nemico dei debuff (malus). Sono di colore verde;
- Special Move: è la mossa più forte in dotazione ad ogni personaggio e può essere sia a distanza, sia con slancio. Il ciò dipende dalla categoria a cui appartiene il personaggio giocante. Sono di colore Blu.

Ogni partita viene disputata scegliendo tre personaggi appartenenti al mondo di Dragonball e termina quando uno dei due giocatori manda K.O. tutti i personaggi giocanti dell'altro (massimo tre).
Tutti i personaggi dispongono di una Main Ability che può far pescare una carta speciale, può applicare buff o debuff oppure può permettere di compiere uno switch di personaggio (cambio).
Le carte speciali vengono assegnate solitamente ai personaggi SPARKING e ULTRA. Possono essere di due entità: Awakened Move o Ultimate Move, che daranno il via ad un'animazione più lunga delle altre e scateneranno una mossa che toglierà molta vita all'avversario.

## Nuovi personaggi
- Shallot (シャロット?, Sharotto) è il personaggio principale della Modalità Storia. È un Saiyan che ha perso la memoria. Come gli altri componenti della sua razza, ama combattere contro persone sempre più forti e ama mangiare. Odia che qualcuno gli dia degli ordini e agisce spesso d'istinto. Nonostante il suo atteggiamento, si affeziona facilmente ai suoi mentori Vegeta e Nappa tanto che, dopo la morte di Vegeta per mano di Freezer, si arrabbia a tal punto da diventare Super Saiyan. È giocabile in tutte le modalità dall'inizio del gioco ed è l'unico a possedere l'attributo Luce (LGT).
- Zahha (ザッハ?, Zahha) è un personaggio secondario della Modalità Storia. Appartiene a una razza sconosciuta e usa due spade (controllate tramite telecinesi) per combattere. È il primo alleato ad unirsi al gruppo di Shallot ed è uno dei pochi che lo conosce. Contrariamente a Shallot, Zahha è calmo e riflessivo ma non si tira indietro quando è necessario aiuto. È giocabile solo in alcune missioni della modalità Storia. Avanzando nella modalità storia, si scoprirà che lui è l'antagonista principale della storia, conosciuto anche col nome di Mastermind che emana ordini ad altri personaggi come Black Goku e Omega Shenron.
- Giblet (ジブレット Jiburetto), conosciuto inizialmente come Saiyan in Rosso, è un personaggio misterioso che appare nella modalità Storia. È il fratello gemello di Shallot. Indossa un mantello rosso che copre la maggior parte del corpo, odia i deboli e rimprovera Shallot per la sua debolezza. Inizialmente, Whis pensava che  potesse essere Shallot con i ricordi integri mentre Beerus pensava si trattasse di un caso simile a Black Goku. Dopo essere apparso come boss nel Capitolo 2 della modalità Storia, ricompare come boss nel Capitolo 3. Durante lo scontro, Shallot riesce a togliere il cappuccio al Saiyan e, dopo avere visto il suo volto, riesce a ricordare la sua identità. Non si sa molto della sua vita passata ma Shallot allude che il suo comportamento e la sua forza siano stati alterati in modo simile a quello di Radish, Tarles e N° 20. È da poco un personaggio giocabile nelle missioni della storia più recenti ed è l'unico a possedere l'attributo Oscurità (DRK).
- Shallet (シャレット Sharetto), è la fusione tramite danza Metamor tra Shallot e Giblet ed è giocabile unicamente in un livello della storia. Nel suddetto livello i danni e la resistenza del personaggio sono maggiorati, ma il personaggio presenta animazioni uniche, dunque ci sarà, probabilmente in futuro, la possibilità di giocarlo. Si presenta con un attributo Luce (LGT).

## Personaggi giocabili

### Schema dei colori
I personaggi (come in Dokkan Battle) sono contraddistinti da un colore; i colori seguono uno schema circolare così che tutti i personaggi abbiano un vantaggio e uno svantaggio. I colori principali sono 5: rosso (RED), giallo (YEL), viola (PUR), verde (GRN) e blu (BLU). Esistono altri due colori/elementi: luce (LGT) e oscurità (DRK). Questi ultimi, non sono inseriti nello schema circolare e sono considerati come colori a parte: DRK è efficace contro tutti i 5 colori principali ma è svantaggiato contro LGT; LGT è avvantaggiato contro DRK e arreca un danno normale a tutti i 5 colori. I personaggi che usufruiscono di questi due tipi sono 2: Shallot è un tipo LGT mentre Giblet è un tipo DRK.

### Rarità ed Evocazioni
I personaggi sono ulteriormente divisi in base alla rarità:
- Hero: contrassegnati in azzurro, sono i più comuni ed è possibile trovarli nel 65% delle evocazioni.
- Extreme: contrassegnati in viola, sono abbastanza rari ed è possibile trovarli nel 25% delle evocazioni.
- Sparking: contrassegnati in oro, sono i più rari ed è possibile trovarli nel 10% delle evocazioni.
- Legends Limited: Sparking contrassegnate da una targhetta oro con la scritta *Legends Limited* la cui peculiarità è avere un'animazione della loro mossa speciale chiamata "Legendary Finish", visibile solo se l'ultimo avversario avrà un tot di punti vita.

Sono ancora più rari delle Sparking normali ed è possibile trovarli nel 5% delle evocazioni.
- Ultra: contrassegnati in arcobaleno, saranno tendenzialmente ottenibili tramite eventi anche se alcuni saranno anche evocabili.

Le evocazioni si dividono in Evocazione standard (1 personaggio) e Multi-Evocazione (10 personaggi). Il metodo principale per effettuare un'Evocazione è tramite l'utilizzo della valuta in-game, le Chrono Crystal. Normalmente, i personaggi disponibili tramite Evocazione sono distribuiti tramite Eventi. Al termine degli eventi, i personaggi Sparking disponibili nel precedente evento, vengono raccolti e resi nuovamente disponibili in un pacchetto chiamato Master's Pack.

### Personaggi
| Personaggio                  | Trasformazione |
| ---------------------------- | --- |
| Shallot                      | Base, Super Saiyan, Super Saiyan 2, Super Saiyan 3, Super Saiyan God, Super Saiyan God SS                                                                                               |
| Goku                         | Base, Kaiohken, Super Saiyan, Super Kaiohken, Super Saiyan 2, Super Saiyan 3, Super Saiyan God, Super Saiyan God SS, Super Saiyan God SS Kaiohken, Ultra Istinto -Segno-, Ultra Istinto |
| Goku (giovane)               | |
| Gohan (bambino)              | Base, Base (con Piccolo) |
| Gohan (giovane)              | Base, Super Saiyan, Super Saiyan 2 |
| Gohan (ragazzo)              | Base, Super Saiyan, Supremo, Beast |
| Gohan del futuro             | Base, Base (Tag Switch Trunks ragazzo), Super Saiyan |
| Crilin                       | Base |
| Tenshinhan                   | |
| Yamcha                       | Base, Taitans |
| Grande Mago Piccolo          | Anziano, Giovane |
| Piccolo                      | Base, Fuso con Nail, Fuso con Dio, Potere Risvegliato, Orange |
| Radish                       | |
| Saibaiman                    | Base, Copyman, Tennenman, Kyukonman, Kaiwareman, Jinkouman |
| Nappa                        | Base, Giovane |
| Vegeta                       | Base, Super Saiyan, Super Vegeta, Majin Vegeta, Super Saiyan 2, Super Saiyan God, Super Saiyan God SS, Super Saiyan God SS evoluto                                                      |
| Zarbon                       | Base |
| Dodoria                      | |
| Guldo                        | |
| Rekoom                       | |
| Jeeth                        | |
| Burter                       | |
| Capitano Ginew               | Base, Goku |
| Freezer                      | Prima forma, Seconda forma, Terza forma, Forma finale, Massima potenza, Mecha, Golden                                                                                                   |
| Trunks (bambino)             | Base, Super Saiyan |
| Trunks (ragazzo)             | Base, Super Saiyan, Super Trunks |
| Trunks (adulto)              | Base, Base (con Mai), Super Saiyan, Super Saiyan 2, Super Saiyan Furia, Super Saiyan (Tag Switch Vegeta SSGSS)                                                                          |
| Dr. Gelo                     | |
| Androide N° 13               | Base, Super Androide N° 13 |
| Androide N° 14               | |
| Androide N° 15               | |
| Androide N° 16               | |
| Androide N° 17               | Saga degli androidi (Z), Saga degli androidi (Tag Switch Androide N°18), Torneo del potere (S), Malvagio (GT)                                                                           |
| Androide N° 18               | |
| Androide N° 19               | |
| Cell                         | Prima forma, Seconda forma, Forma perfetta, Perfetto |
| Cell Jr.                     | |
| Goten                        | Base, Super Saiyan |
| Majin Bu: buono              | |
| Majin Bu: pura malvagità     | |
| Bu: Super                    | Base, Gotenks assorbito, Gohan Supremo assorbito |
| Bu: Kid                      | |
| Gotenks                      | Base, Super Saiyan, Super Saiyan 3 |
| Mr. Satan                    | |
| Pai Ku Han                   | |
| Pan (GT)                     | Base, Ape |
| Pan (DBS)                    | |
| Turles                       | |
| Sauzer                       | |
| Cooler                       | Base, Forma finale |
| Metal Cooler                 | |
| Super Gogeta                 | |
| Vegeth                       | Base, Super Saiyan, Super Saiyan God SS |
| Gogeta                       | Base, Super Saiyan, Super Saiyan God SS |
| Gogeta (GT)                  | Super Saiyan 4 |
| Bojack                       | Base, Massima potenza |
| Broly                        | Super Saiyan, Super Saiyan leggendario |
| Broly                        | Base, Base (con Cheelai), Furia, Super Saiyan, Super Saiyan massima potenza |
| Dio della distruzione Beerus | |
| Cabba                        | Base, Super Saiyan, Super Saiyan 2 |
| Frost                        | Quarta forma |
| Kale                         | Base, Super Saiyan Berserk |
| Caulifla                     | Base, Super Saiyan 2, Super Saiyan 2 (con Kale Super Saiyan) |
| Goku                         | Base, Super Saiyan, Super Saiyan 3, Super Saiyan 4, Super Saiyan 4 massima potenza, Super Saiyan 4 (Tag Switch Vegeta Super Saiyan 4)                                                   |
| Vegeta                       | Super Saiyan, Super Saiyan 4 |
| Trunks (GT)                  | Base |
| Lilde                        | Iper Meta |
| Chilled                      | |
| Bardack                      | Base, Super Saiyan |
| Tora                         | |
| Fasha                        | |
| Slug                         | Super Namecciano |
| Darbula                      | |
| Bulma                        | Base, Ragazza coniglietta |
| Chi Chi                      | |
| Videl                        | |
| Mai                          | |
| Brianne                      | Ribrianne |
| Great Saiyaman               | |
| Great Saiyaman 2             | |
| Zamasu                       | Base, Base (con Black Goku Super Saiyan Rosé), Fuso, Fuso corrotto |
| Black Goku                   | Base, Super Saiyan Rosé |
| Maestro Muten                | Base, Massima Potenza |
| Super Janemba                | |
| Jaco                         | |
| Whis                         | |
| Hit                          | |
| Nail                         | |
| Zangya                       | |
| Kakunsa                      | |
| Rozie                        | |
| Super N° 17                  | |
| Shisami                      | |
| Bardack (DBS)                | |
| Tapion                       | |
| Baby Vegeta                  | Base, Super Baby 2 |
| Androide N° 21               | Base, Buona, Malvagia |
| Li Shenron                   | Base, Super Ishinlon |
| Kefla                        | Super Saiyan 2 |
| Borgos                       | |
| Shugesh                      | |
| Champa                       | |
| Vados                        | |
| Bergamo                      | |
| Lavenda                      | |
| Basil                        | |
| Jiren                        | Base, Massima potenza |
| Dyspo                        | |
| Toppo                        | Base, Dio della distruzione |
| Launch                       | |
| Yamcha (giovane)             | |
| San Shenron                  | |
| Suu Shenron                  | |
| Bido                         | |
| Bujin                        | |
| Gokua                        | Base, Massima Potenza |
| Appule                       | |
| Ramon                        | |
| Orlen                        | |
| Nabana                       | |
| Roberry                      | |
| Ub (GT)                      | Majub |
| Yajirobei                    | |
| Gamma 1                      | |
| Gamma 2                      | |
| Yurin                        | |
| Raspberry                    | |
| Monrei                       | |
| Guprei                       | |
| Navel                        | |
| Giblet                       | Saiyan in rosso |
| Zahha                        | |
| Magenta                      | |
| Ottone                       | |
| Garlic Jr.                   | Base, Super |
| Amond                        | |
| Daiz                         | |
| Cacao                        | |
| Rasin                        | Lakasei (Assist) |
| Goku                         | Base, Super Saiyan, Super Saiyan 4 |
| Vegeta                       | Super Saiyan 3 |
| Majin Kuu                    | |
| Majin Duu                    | |
| Tamagami numero 3            | |